# Sláinte

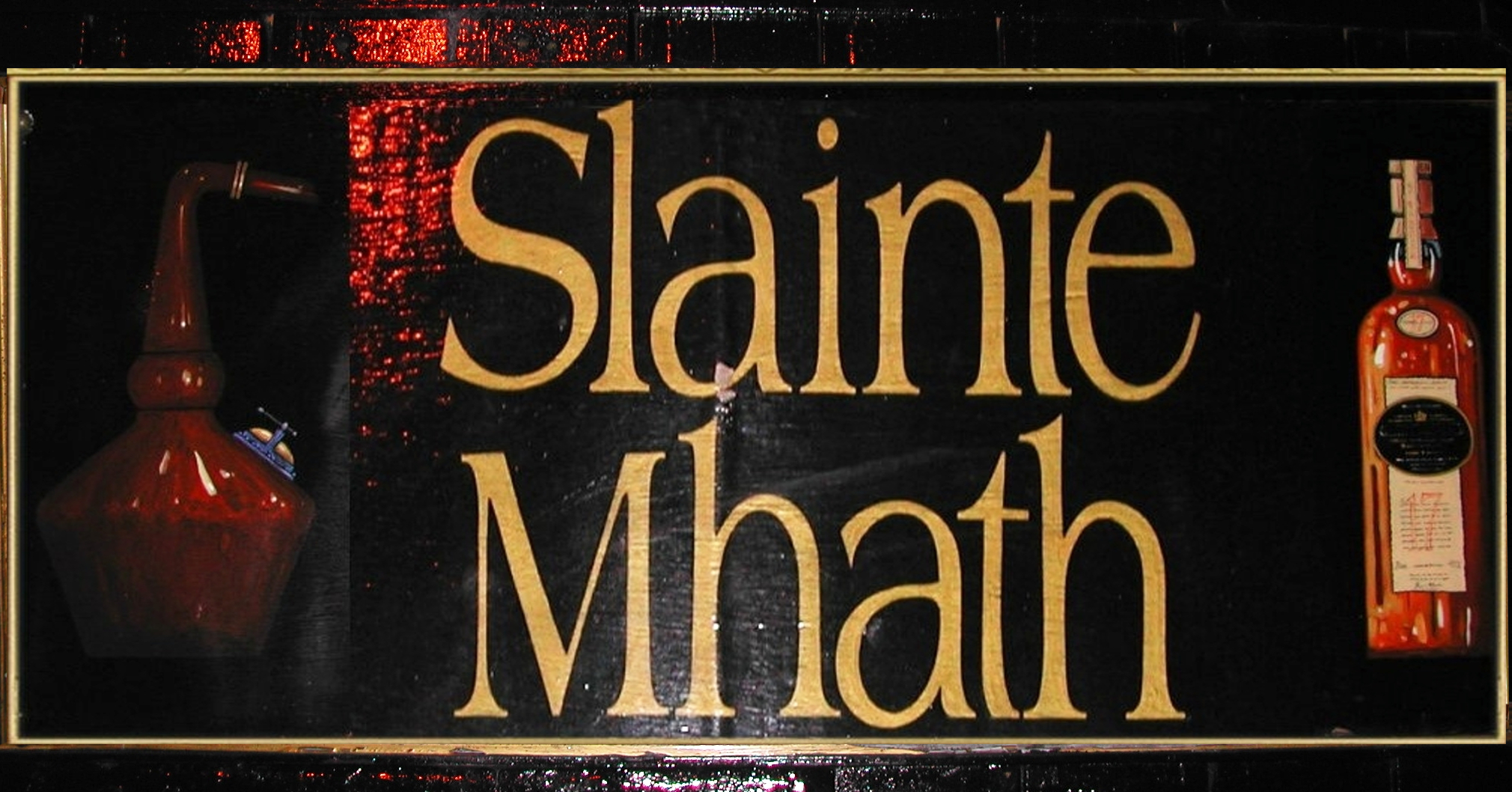
Sláinte Mhath .- Bonne santé

Slainte (/ˈs̪l̪ˠaːɲtʲʰə/) est l'expression traditionnellement employée en Écosse et en Irlande pour porter un toast.

## Origine
Cette expression vient de l'expression Slàinte Mhath (gaélique écossais) ou Sláinte Mhaith (Irlandais) qui signifie « Bonne santé ».